# هيمنة المنحدر
هيمنة المنحدر (بالإنجليزية:Downhill Domination) هي لعبة فيديو سباقات وتم إصدار اللعبة لجهاز بلاي ستيشن 2.

## طريقة اللعب
| استقبال |         |
| --- | ------- |
| مجموع النقاط المجموع نقاط ميتاكريتيك 79/100 [ 1 ] نتائج المراجعة نشرة نقاط إدج 6/10 [ 2 ] إلكترونك غيمينغ مونثلي 7.83/10 [ 3 ] فاميتسو 30/40 [ 4 ] غيم إنفورمر 8.25/10 [ 5 ] غيم ريفولوشن B [ 6 ] غيم برو [ 7 ] غيم سبوت 7.5/10 [ 8 ] غيم سباي [ 9 ] غيم زون 8.5/10 [ 10 ] آي جي إن 8/10 [ 11 ] مجلة بلاي ستيشن الرسمية (الولايات المتحدة) [ 12 ] Maxim 8/10 [ 13 ] ذا تايمز [ 14 ] |         |
| مجموع النقاط |         |
| المجموع | نقاط    |
| ميتاكريتيك | 79/100  |
| نتائج المراجعة |         |
| نشرة | نقاط    |
| إدج | 6/10    |
| إلكترونك غيمينغ مونثلي | 7.83/10 |
| فاميتسو | 30/40   |
| غيم إنفورمر | 8.25/10 |
| غيم ريفولوشن | B       |
| غيم برو | [ 7 ]   |
| غيم سبوت | 7.5/10  |
| غيم سباي | [ 9 ]   |
| غيم زون | 8.5/10  |
| آي جي إن | 8/10    |
| مجلة بلاي ستيشن الرسمية (الولايات المتحدة) | [ 12 ]  |
| Maxim | 8/10    |
| ذا تايمز | [ 14 ]  |

ثلاثة خيارات متاحة في القائمة الرئيسية: لاعب واحد، متعدد اللاعبين، وقائمة خيارات تسمح للاعبين بتعديل عناصر اللعب مثل الصعوبة وعرض العناصر غير المؤمنة التي تم تحقيقها أثناء اللعب
في البداية، يُعرّف اللاعب بستة متسابقين خياليين يظهرون على قمة جبل. عند اختيار وضع اللاعب الفردي من القائمة الرئيسية للعبة والضغط على زر التحديد فوق متسابق متاح، ستظهر معلومات إضافية عنه. وعند الضغط على زر التحديد فوق شخصية مقفلة يمثلها تمثال، ستظهر تعليمات حول كيفية فتحها، مثل إكمال مهمة معينة. بالإضافة إلى المتسابقين الخياليين، يمكن للاعبين أيضًا فتح متسابقين محترفين حقيقيين مثل إريك كارتر وتارا لانيس وبراين لوبيز وريتشي شلي وميسي جيوف عبر إنهاء بطولات محددة.
كما تم دمج القتال في اللعبة، حيث يمكن للاعب استخدام زرين لمهاجمة المتسابقين الآخرين، أحدهما للهجوم الأيسر والآخر للهجوم الأيمن. يمكن تحسين هذه الهجمات وجعلها أقوى بأداء الحيل، أو إسقاط الخصوم، أو جمع نقاط القوة المعروفة في اللعبة باسم "التقاطات". يوجد متجر دراجات يحتوي على العديد من العناصر التي يمكن فتحها وشراؤها، لكنه متاح فقط في وضع اللاعب الفردي. يمكن لما يصل إلى أربعة لاعبين اللعب معًا، ولكن عند اللعب بأكثر من اثنين، تصبح الخيارات المتاحة من المسارات والأوضاع محدودة.